# Citadel Broadcasting Corporation
Citadel Broadcasting Corporation war ein privates Radiounternehmen in den USA. Der Medienkonzern besaß über 240 Radiostationen in den gesamten USA und war nach IHeartMedia und Cumulus Media der drittgrößte private Akteur auf dem US-Radiomarkt. Sitz der Firma war Las Vegas, Nevada.
Das Unternehmen wurde 1984 von Larry Wilson gegründet. Am 10. März 2011 teilte Cumulus Media mit, es werde die Citadel Broadcasting übernehmen. Nachdem das Department of Justice und die Federal Communications Commission zugestimmt hatten, wurde das Geschäft von Citadel Shareholders am 15. September 2011 besiegelt.